# ريتشارد دوتسون
ريتشارد دوتسون (بالإنجليزية: Richard Dotson)‏ هو لاعب كرة قاعدة أمريكي، ولد في 10 يناير 1959 في سينسيناتي في الولايات المتحدة.

## وصلات خارجية
- ريتشارد دوتسون على موقعبيزبول رفرنس.كوم (الدوري الرئيسي) (الإنجليزية)
- ريتشارد دوتسون على موقعبيزبول رفرنس.كوم (الدوري الثانوي) (الإنجليزية)